# Вуле Авдаловић
Вукашин Авдаловић (Гацко, 24. новембар 1981) јесте српски кошаркашки тренер и бивши кошаркаш. Играо је на позицији плејмејкера. Тренутно је главни тренер Меге.

## Каријера

### Играчка

#### Клупска
Авдаловић је са Партизаном четири пута био првак државе (два пута док се та земља звала СР Југославија и два пута када се звала Србија и Црна Гора). Био је капитен Партизана у сезони 2004/05. После Партизана играо је у Памеси, Аликантеу, затим француском Шолеу, украјинском Доњецку и берлинској Алби.

#### Репрезентативна
Као члан младе репрезентације освојио је златну медаљу на Летњој универзијади 2001. у Кини. За сениорски тим наступао је на Европском првенству 2003. у Шведској, на Олимпијским играма 2004. у Атини, на Европском првенству 2005. у СЦГ и на Светском првенству 2006. у Јапану.

### Тренерска
Средином јуна 2022. постављен је за главног тренера ОКК Београда.

## Успеси

### Клупски
- Партизан:
  - Првенство СРЈ (2): 2001/02, 2002/03.
  - Првенство СЦГ (2): 2003/04, 2004/05.
  - Куп СРЈ (2): 1999/00, 2001/02.
- Шоле:
  - Суперкуп Француске (1): 2010.
- Доњецк:
  - Првенство Украјине (1): 2011/12.

### Репрезентативни
- Универзијада:  2001.

## Статистика
Напомена: Евролига није једино такмичење у којем је играч учествовао, играо је и у домаћим такмичењима

### Евролига
| Сезона   | Екипа    | ОУ | СУ | МПУ  | ПШ%  | 3П%  | СБ%  | СПУ | АПУ | УПУ | БПУ | ППУ  | ИПУ  |
| -------- | -------- | -- | -- | ---- | ---- | ---- | ---- | --- | --- | --- | --- | ---- | ---- |
| 2001/02. | Партизан | 14 | 4  | 14.6 | .442 | .385 | .800 | 1.0 | 1.7 | .2  | .0  | 4.0  | 3.0  |
| 2002/03. | Партизан | 14 | 1  | 7.2  | .350 | .400 | .500 | .1  | .4  | .2  | .0  | 1.5  | - .2 |
| 2003/04. | Партизан | 14 | 2  | 23.1 | .384 | .385 | .810 | 1.4 | 1.6 | .9  | .1  | 7.5  | 5.1  |
| 2004/05. | Партизан | 10 | 9  | 33.3 | .474 | .462 | .780 | 2.7 | 4.1 | 2.1 | .1  | 13.1 | 17.6 |
| 2010/11. | Шоле     | 10 | 4  | 27.7 | .338 | .250 | .806 | 1.8 | 3.6 | .4  | .0  | 8.5  | 9.4  |
| 2012/13. | Алба     | 9  | 6  | 27.4 | .447 | .304 | .900 | 2.6 | 3.0 | .3  | .0  | 7.4  | 9.2  |
| Каријера |          | 71 | 35 | 21.0 | .410 | .366 | .792 | 1.5 | 2.2 | .7  | .0  | 6.5  | 6.5  |